# Körösényi András
Körösényi András (Budapest, 1959. április 11. –) magyar politológus, egyetemi tanár.

## Életpályája
1978 és 1982 között a Marx Károly Közgazdaságtudományi Egyetemre járt, ahol közgazdaságtanból szerzett diplomát. 1983 és 1985 között tudományos segédmunkatárs volt a Szövetkezeti Kutató Intézetnél. 1985 és 2010 között az ELTE ÁJK tudományos munkatársa, majd egyetemi docens, később egyetemi tanár lett. 2010 és 2015 között az MTA Politikatudományi Intézetének igazgatója volt. 2012–2015 között egyidejűleg az MTA Társadalomtudományi Kutatóközpont főigazgatójának posztját is betöltötte.

## Tudományos fokozatai, címei
- 1987 - dr. univ (Marx Károly Közgazdaságtudományi Egyetem)
- 1993 - kandidátus (MTA)
- 1999 - Dr. Habil (ELTE)
- 2003 - DSc (MTA)

## Díjai, elismerései
- 1997 Széchenyi Professzori Ösztöndíj
- 1998 Polányi Károly díj (Magyar Szociológiai Társaság)
- 1999 Bibó István-díj (Magyar Politikatudományi Társaság)
- 2000 Bezerédj díj (Bezerédj Alapítvány)
- 2001 Pro Scientia tanári oklevél (OTDT)
- 2005 Pro Scientia tanári oklevél (OTDT)
- 2009 Kommentár díj (Kommentár folyóirat)
- 2012 Magyar Érdemrend Lovagkeresztje[3]
- 2014 Akadémiai jutalomérem (az MTA Elnöke)

## Művei
KÖNYVEK
- Liberális vagy konzervatív korszakváltás?  Magvetö Kiadó, Budapest, 1989.
- Post-Communist Transition: Emerging Pluralism in Hungary, London: Pinter Publishers, New York: St.Martin's Press, 1992.  (Szerkesztett kötet, társszerkesztő: András Bozóki and George Schöpflin).
- Pártok és pártrendszerek, Századvég Kiadó, Budapest, 1993.
- A magyar politikai rendszer. Osiris Kiadó, Budapest, 1998.
- Government and Politics in Hungary. Central European University Press- Osiris, Budapest, 1999.
- Értelmiség, politikai gondolkodás és kormányzat.  Osiris kiadó, Budapest, 2000.
- Pártok és pártrendszerek. (Társszerző: Enyedi Zsolt) Osiris Kiadó, Budapest, 2001.
- A magyar politikai rendszer. (Átdolgozott és bővített kiadás, társszerzők: Tóth Csaba és Török Gábor) Osiris Kiadó, Budapest, 2003.
- Vezér és demokrácia. Politikaelméleti tanulmányok. L’Harmattan Kiadó, Budapest, 2005.
- Political Leadership in Liberal and Democratic Theory, Exeter, UK: Imprint Academic, 2009. (Szerkesztett kötet, társszerkesztő: Joseph Femia and Gabriella Slomp)
- Toward Leader Democracy (co-author: Jan Pakulski), London-New York-Delhi: Anthem Press, 2012.
- Alkotmányozás Magyarországon és Máshol (társszerkesztő: Jakab András), Budapest: MTA Társadalomtudományi Kutatóközpont Politikatudományi Intézet – Új Mandátum, 2012.
- Van irány? Trendek a magyar politikában. (társszerkesztő: Boda Zsolt), Budapest, Új Mandátum – MTA TK Politikatudományi Intézet, 2012.
- Soós Gábor – Körösényi András (szerk.): Azt tették, amit mondtak? Választási ígértek és teljesítésük, 2002-2006. Budapest: MTA Társadalomtudományi Kutatóközpont Politikatudományi Intézet, 2013. http://www.mtapti.hu/uploaded_files/7822_Tordelt_kotet_honlapra.pdf
- A magyar politikai rendszer – negyedszázad után. (szerkesztett kötet) Budapest: Osiris – MTA TK Politikatudományi Intézet, 2015.
- Viharban kormányozni: Politikai vezetők válsághelyzetekben (szerkesztett kötet). Budapest: MTA TK, 2017. http://politologia.tk.mta.hu/uploads/files/Koeroesenyi_A-szerk-Viharban_kormanyozni-Jav-2017nov20.pdf
- Körösényi András: Manipuláció és demokrácia: Politikaelméleti tanulmányok. Budapest: Gondolat, 2019. https://www.gondolatkiado.hu/manipulacio-es-demokracia Archiválva 2022. szeptember 28-i dátummal a Wayback Machine-ben
- The Orbán Regime: Plebiscitary Leader Democracy in the Making. (Co-authors: Gábor Illés and Attila Gyulai). London: Routledge, 2020.
- Az Orbán-rezsim: a plebiszciter vezérdemokrácia elmélete és gyakorlata. (Társszerzők: Illés Gábor és Gyulai Attila.) Budapest, Osiris, 2020.
- Vezérdemokráciák a világban: Macrontól Erdoğanig és Trumpig. (Társszerkesztők: Gyulai Attila és Illés Gábor.) Budapest, TK Politikatudományi Intézet – Ad Librum Kiadó, 2022

FOLYÓIRATCIKKEK
Lásd az MTMT adatbázisát: https://www.mtmt.hu
1. ↑  Národní autority České republiky. (Hozzáférés: 2021. augusztus 3.)
2. ↑  PIM-névtér. (Hozzáférés: 2022. június 2.)
3. ↑  a politikatudomány területén kifejtett kutatói, tudományos publikációs, oktatásfejlesztési és oktatói tevékenység elismeréseként (Sorszám: 133. VIII-1/04525/34//2012)